# Bonnetsville
Bonnetsville – jednostka osadnicza w Stanach Zjednoczonych, w stanie Karolina Północna, w hrabstwie Sampson.